# Polynema tenuiforme
Polynema tenuiforme är en stekelart som beskrevs av Soyka 1956. Polynema tenuiforme ingår i släktet Polynema och familjen dvärgsteklar. Inga underarter finns listade i Catalogue of Life.